# Cardiff Arms Park
Cardiff Arms Park (walisisch: Parc yr Arfau Caerdydd) ist ein Stadion für Rugby Union im Zentrum der walisischen Stadt Cardiff. Es ist das Heimstadion von Cardiff Rugby und des Cardiff RFC. Die Kapazität beträgt 12.500 Zuschauer. Einst standen auf dem Gelände zwei Stadien, die als Cardiff Rugby Ground und National Stadium bezeichnet wurden. Letzteres wurde 1997 abgerissen und zwei Jahre später durch das Millennium Stadium ersetzt, das direkt an das heute noch bestehende Stadion angrenzt.

## Geschichte

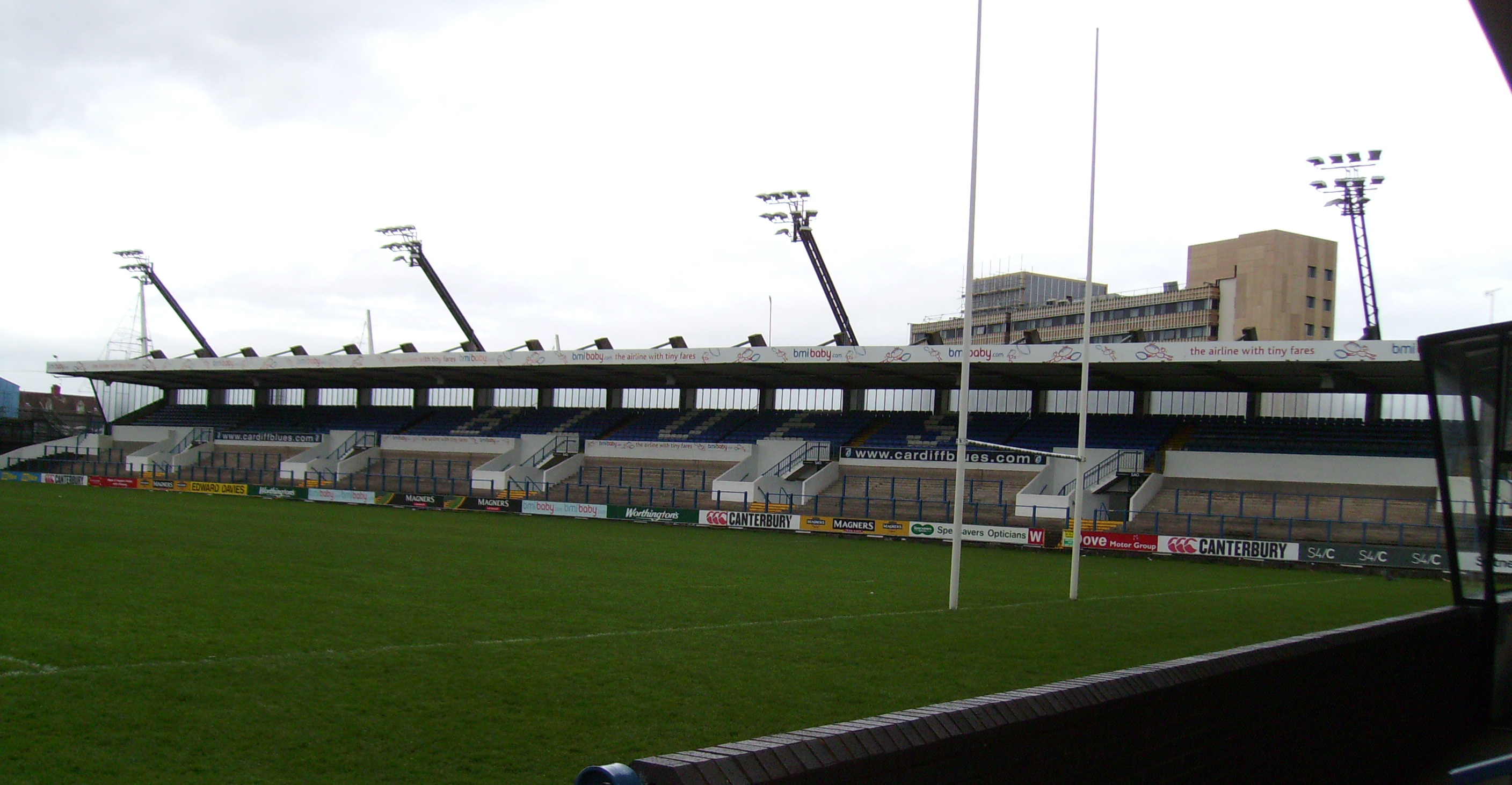
Nordtribüne

Der Cardiff Arms Park war ursprünglich eine sumpfige Wiese namens Great Park hinter dem Cardiff Arms Hotel und war im Besitz des Marquess of Bute. Das namensgebende Hotel wurde 1878 abgerissen. Der Marquess of Bute verfügte, dass das Gelände nur für Freizeitaktivitäten genutzt werden dürfe. 1881/82 entstand die erste Tribüne für 300 Zuschauer. 1922 kaufte die Cardiff Arms Park Company Limited das Gelände für 30.000 Pfund und verpachtete es für 99 Jahre an den Cardiff Athletic Club, die jährliche Pachtgebühr betrug 200 Pfund.
1934 wurde die Nordtribüne (North Stand) gebaut, sieben Jahre später wurde sie von einer Fliegerbombe der deutschen Luftwaffe getroffen. Im Juni 1953 entschied die Welsh Rugby Union (WRU), sämtliche Länderspiele im Cardiff Arms Park auszutragen. Während der British Empire and Commonwealth Games 1958 war das Entwässerungssystem so stark in Mitleidenschaft gezogen worden, dass die Rugby-Union-Verbände Englands, Irlands und Schottlands sich über den schlechten Zustand des Rasens beklagten. Ein Komitee hielt daraufhin nach alternativen Standorten Ausschau, konnte aber keine befriedigende Lösung präsentieren. Die Pläne für ein Stadion in Bridgend wurden 1964 fallengelassen.
Damals umfasste der Cardiff Arms Park ein Cricketfeld des Glamorgan County Cricket Club im Norden sowie das von der Nationalmannschaft und dem Cardiff RFC genutzte Rugbystadion im Süden. Nach Verhandlungen mit dem Cardiff Athletic Club ging die Pacht im Juli 1968 an die WRU über. Nachdem der Cardiff RFC auf das Cricketfeld umgezogen war, konnten die Arbeiten am neuen Nationalstadion beginnen.
1970 wurden das neue Stadion des Cardiff RFC und die Nordtribüne des Nationalstadions eröffnet. Die Westtribüne folgte 1977, die Osttribüne 1980. Mit der Fertigstellung der Südtribüne im April 1984 konnte das Nationalstadion 65.000 Zuschauer aufnehmen. Aus Sicherheitsgründen musste die Zuschauerkapazität des Nationalstadions in den folgenden Jahren schrittweise auf 53.000 reduziert werden. Bei einer Umwandlung in ein reines Sitzplatzstadion wäre die Kapazität weiter auf 47.500 gesunken. Bei der Frauen-Rugby-Union-Weltmeisterschaft 1991 und der Rugby-Union-Weltmeisterschaft 1991 fanden hier einige Partien statt.
Wenige Jahre nach seiner Vollendung galt das Nationalstadion bereits als zu klein. Es wurde 1997 abgerissen und wich dem Millennium Stadium, das zwei Jahre später eröffnet wurde. Um mehr Platz zu gewinnen, ist das neue Stadion im Gegensatz zu seinem Vorgängerbau nicht von Ost nach West ausgerichtet, sondern von Nord nach Süd. Die Nordtribüne des Millennium Stadium ist unmittelbar mit dem kleineren Stadion des Cardiff RFC verbunden.

## Zukunft
Die weitere Zukunft des Cardiff Arms Park ist ungewiss. Am 19. September 2007 gab Cardiff Rugby bekannt, dass es in das neue Cardiff City Stadium ziehen werden, das im Stadtteil Leckwith entstand und mit dem Fußballverein Cardiff City geteilt wird. Der Cardiff Athletic Club ist noch immer im Besitz des Grundstücks, doch die Verfügung des Marquess of Bute, dass das Gelände für Freizeitzwecke genutzt werden muss, gilt weiterhin. Andererseits ist das Gelände aufgrund der zentrumsnahen Lage attraktiv für Bauprojekte. Eine Entscheidung des Cardiff Athletic Club über die Zukunft des Cardiff Arms Park steht noch aus. Im Mai 2012 gaben die Cardiff Blues bekannt, dass sie ab der Saison 2012/13 wieder im Cardiff Arms Park spielen werden, als Reaktion auf sinkende Zuschauerzahlen im Cardiff City Stadium.